# Chaetogonopteron shettyi
Chaetogonopteron shettyi är en tvåvingeart som beskrevs av Olejnicek 2002. Chaetogonopteron shettyi ingår i släktet Chaetogonopteron och familjen styltflugor.
Artens utbredningsområde är Karnataka (Indien). Inga underarter finns listade i Catalogue of Life.